# Caio Vieira de Mello
Caio Luiz de Almeida Vieira de Mello (Rio de Janeiro, 23 de julho de 1949) é um advogado, ex-desembargador do TRT da 3ª Região e o último Ministro do Trabalho do Brasil.
Assumiu a pasta em 10 de julho de 2018, em substituição ao ministro interino Eliseu Padilha.